# نوفايا لايالايا
نوفايا لايالايا (بالروسية: Новая Ляля) هي إحدى مدن روسيا في الكيان الفدرالي الروسي سفيردلوفسك أوبلاست.